# Pandemonium (album de Cavalera Conspiracy)
Pour les articles homonymes, voir Pandemonium (homonymie).
Albums de Cavalera Conspiracy
Blunt Force Trauma
(2011) Psychosis
(2017)
Pandemonium est le troisième album studio du groupe brésilien de heavy metal Cavalera Conspiracy publié le 31 octobre 2014 en Europe, le 3 novembre au Royaume-Uni et le 4 novembre sur le label Napalm Records.
L'album se vend à environ 2 600 exemplaires à sa première semaine aux États-Unis, occupant la 177e position du Billboard.

## Liste des chansons
| No  | Titre                  | Durée |
| --- | ---------------------- | ----- |
| 1.  | Babylonian Pandemonium | 3:35  |
| 2.  | Banzai Kamikazi        | 4:04  |
| 3.  | Scum                   | 2:28  |
| 4.  | I, Barbarian           | 3:24  |
| 5.  | Cramunhao              | 5:28  |
| 6.  | Apex Predator          | 3:45  |
| 7.  | Insurrection           | 3:49  |
| 8.  | Not Losing the Edge    | 5:10  |
| 9.  | Father of Hate         | 3:31  |
| 10. | The Crucible           | 3:27  |
| 11. | Deus Ex Machina        | 6:29  |
| 12. | Porra                  | 5:59  |

## Crédits
- Max Cavalera : chant, guitare rythmique
- Igor Cavalera : batterie, percussions
- Marc Rizzo : guitare solo
- Nate Newton : basse
- John Gray : producteur